# Гюльмамедов, Вюгар Тапдыг оглы
Вюгар Тапдыг оглы Гюльмамедов (азерб. Vüqar Tapdıq oğlu Gülməmmədov; род. 3 апреля 1971, Баку) — азербайджанский государственный деятель. Председатель Счётной палаты Азербайджана.

## Биография
Родился 3 апреля 1971 года в Баку. В 1993 году окончил факультет экономики и управления производством Азербайджанского государственного экономического университета. 
В 1992 году работал переводчиком на заводе по строительству машин в посёлке Сураханы. 
С 1993 по 1997 год работал заместителем главного бухгалтера и главным бухгалтером Департамента здоровья Сураханского района Баку.
С 1997 по 2007 годы являлся ведущим экономистом, заместителем руководителя, руководителем финансового отдела Сураханского района Министерства Финансов Азербайджана, заместителем руководителя, руководителем департамента финансового управления Сабаильского района, заместителем руководителя, руководителем отдела финансового управления Бинагадинского района, заместителем руководителя, руководителем отдела финансового управления Ясамальского района.
С 4 августа 2007 года по 2009 год являлся начальником отдела контроля иностранных инвестиций и инфраструктурных проектов Счётной Палаты АР.
С 2009 года по 22 ноября 2013 года являлся начальником отдела контроля за инвестициями Счётной палаты АР.
Председатель Счетной палаты Азербайджана (с 22 ноября 2013).

## Награды
- Медаль «За отличие на государственной службе» (31 октября 2011) — в связи с 10-летием создания Счётной палаты Азербайджанской Республики и за особые заслуги в деятельности Палаты[1]
- Орден «За службу Отечеству» 3 степени (6 декабря 2021) — за заслуги в деятельности Счётной палаты Азербайджанской Республики в связи с 20-летием создания Палаты[2]